# Максимилиян Киров
Максимилиян Лазаров Киров е български художник и изкуствовед, работи основно в областта на художествената критика. Третира актуални теми и проблеми на живописта, графиката, илюстрацията и плаката. От 1990 г. до смъртта си е директор на софийската художествена галерия „Витоша“.

## Биография
През 1956 г. Максимилиян Киров завършва класа на проф. Александър Поплилов в специалност „Плакат“ в ВИИИ „Николай Павлович“. През 1959 г. специализира в Париж история на изобразителното изкуство.
След завръщането си работи като художествен редактор в издателство „Наука и изкуство“. След спечелен конкурс през 1961 г. става научен сътрудник в Института за изкуствознание към БАН. През 1977 г. Киров става кандидат на изкуствознанието. През 1986 г. е назначен на поста директор на Дирекцията за международна изложбена дейност и държавните художествени галерии в страната към Министерството на културата.
Сътрудничи на периодичния печат с карикатури, илюстрации и рисунки от натура. Негови „открития“ като галерист са художници като Иван Георгиев – Рембранд и Борис Стефчев.

## Признание и награди
През 1967 г. Максимилиян Киров е удостоен с наградата за художествена критика на Съюза на българските художници. През 1976 г. получава наградата на критиката на името на Николай Райнов.